# Soulages-Bonneval
 Soulages-Bonneval  (en occitano Solatges) es una población y comuna francesa, situada en la región de Mediodía-Pirineos, departamento de Aveyron, en el distrito de Rodez y cantón de Laguiole.

## Demografía
| 257 | 230 | 260 | 255 | 259 | 235 |
| Para los censos de 1962 a 1999 la población legal corresponde a la población sin duplicidades (Fuente: INSEE [Consultar]) |     |     |     |     |     |